# Folha de Boa Vista
A Folha de Boa Vista é um jornal diário da cidade de Boa Vista, capital do estado de Roraima. Jornal impresso do então Território Federal, foi fundado em 21 de outubro de 1983, sendo o mais antigo jornal ativo no estado.

## Grupo Folha
O jornal Folha de Boa Vista integra a empresa Grupo Folha BV de Comunicação, que inclui a FolhaWeb, a Rádio Folha e a Editora Boa Vista.